# Lőrinc Schlauch
Lőrinc Schlauch (1824. – 1902.) bio je mađarski biskup i kardinal.
Bio je biskup velikovaradinski. Dodijeljen mu je 12. lipnja 1893. kardinalski naslov hrvatske crkve svetog Jeronima u Rimu. Umro je 12. srpnja 1902. godine.

### Članci
- Bogdan, Jure. 2005. Hrvatska crkva svetog Jeronima u Rimu i njezini kardinali naslovnici. Crkva u svijetu. Sveučilište u Splitu - Katolički bogoslovni fakultet. Split. 40 (2): 187–205